# Ogdoconta justitia
Ogdoconta justitia là một loài bướm đêm trong họ Noctuidae.